# Niiama
Niiama (em sânscrito: नियम, Niyama ) é um conjunto de comportamentos codificados como "as observâncias" em numerosas escrituras hindus incluindo as Upanixades Xandilia e Varua, o Hatha Yoga Pradipika de Gorakshanatha, o Tirumantiram de Tirumular e os Ioga Sutras de Patânjali. Todos os textos acima listam dez niiamas, com exceção dos trabalhos da Patanjali, que enumera apenas cinco. Eles compreendem orientações para a nossas relações com o mundo interior, e o Swami Vivekananda descreve-as como a segunda etapa do Raja-ioga (sânscrito: राज योग).
Os dez tradicionais niiamas são:
1. Hri: remorso, ser modesto e mostrar vergonha por seus erros;
2. Santoxa: contentamento; estar satisfeito com os recursos ao seu dispor, portanto, não desejando mais;
3. Dana: dar, sem pensar em recompensas;
4. Astikya: fé, acreditar firmemente em seu professor, e os ensinamentos para atingir a iluminação;
5. Íshvara pujána: culto ao Senhor, o cultivo da devoção através de culto e meditação diária, o regresso à fonte;
6. Siddhanta shravana: ouvir, estudar os ensinamentos das escrituras, ouvir os sábios da sua própria linhagem;
7. Mati: cognição, o desenvolvimento de uma vontade e um intelecto espiritual com a orientação do guru;
8. Vrata: votos sagrados, cumprir as promessas religiosos, regras e observá-las fielmente;
9. Japa: recitação, mantras diários;
10. Tapa: culto da força de vontade para resistência; a fome e sede, calor e frio, manter-se de pé e sentado etc.

Nos Ioga Sutras de Patânjali, os niiamas são a segunda parte dos oito passos do Raja-ioga. Eles são encontrados no Sadana Pada verso 32:
1. xaucha: Pureza.  Na codificação tradicional, este item é listado como um iama; essa palavra significa "pureza", "limpeza".
2. Santoxa: Contentamento.
3. Tapa: Têmpera da auto exigência.
4. Esvadiaia: Auto estudo - Conhece-te (e estuda os xastra, e torna-te Sábio)
5. Isvara Pranidana: Entrega do resultado das acções.